# Saint-Amand (Creuse)
 Saint-Amand  es una comuna   (municipio) de Francia, en la región de Lemosín, departamento de Creuse, en el distrito y cantón de Aubusson.
Su población en el censo de 1999 era de 527 habitantes.
Está integrada en la Communauté de communes d’Aubusson-Felletin.

## Demografía
| 282 | 234 | 243 | 307 | 534 | 527 |
| Para los censos de 1962 a 1999 la población legal corresponde a la población sin duplicidades (Fuente: INSEE [Consultar]) |     |     |     |     |     |